# The Exes
The Exes ist eine US-amerikanische Sitcom, die in Deutschland seit 2012 bei Comedy Central zu sehen ist.

## Inhalt
Die Serie handelt von der Scheidungsanwältin Holly, ihrer Assistentin Eden und den drei WG-Bewohnern Stuart, Phil und Haskell.
Am Anfang der ersten Staffel gibt die Anwältin Holly nach einer vor Gericht schlecht verlaufenden Scheidung dem häuslichen Zahnarzt Stuart einen Platz in einer WG in einer Wohnung in einem Hochhaus, die ihr gehört und der von ihr bewohnten Wohnung gegenüberliegt. In der Wohnung leben bereits zwei andere ehemalige Mandanten von ihr, der Frauenheld und Sportmanager Phil sowie der Stubenhocker und vormalige Profi-Bowler Haskell, der sein Geld mittlerweile mit E-bay-Handel verdient. Im Laufe der Zeit merken die drei WG-Bewohner, dass sie miteinander die gleichen Probleme haben wie mit ihren Ex-Frauen. Auf Grund dessen muss Holly immer wieder eingreifen, andererseits entstehen Verwicklungen häufig auch durch die ständigen Einmischungen Hollys, die trotz guter Absichten meist chaotisch und unüberlegt vorgeht.

## Besetzung und Synchronisation
Die Synchronisation entstand im Auftrag der Deutsche Synchron Film GmbH in Berlin. Die Dialogregie führte Dennis Schmidt-Foß, der auch für alle Folgen das Dialogbuch schrieb.
| Rolle          | Auftritte | Schauspieler     | Synchronsprecher  |
| -------------- | --------- | ---------------- | ----------------- |
| Phil Chase     | 1.01–4.22 | Donald Faison    | Sebastian Schulz  |
| Haskell Lutz   | 1.01–4.22 | Wayne Knight     | Lutz Schnell      |
| Stuart Gardner | 1.01–4.22 | David Basche     | Viktor Neumann    |
| Eden Konkler   | 1.01–4.22 | Kelly Stables    | Sonja Spuhl       |
| Holly Franklin | 1.01–4.22 | Kristen Johnston | Martina Treger    |
| Nikki Gardner  | 3.13–4.22 | Leah Remini      | Christine Pappert |

## Ausstrahlung

### Vereinigte Staaten
Die Pilotfolge der Serie wurde am 30. November 2011 auf TV Land gesendet. Am 2. Februar 2012 wurde die Serie um eine zweite Staffel verlängert, die seit dem 20. Juni 2012 gesendet wird. Wie am 14. November 2012 bekannt wurde, wurden zwölf weitere Episoden der Serie bestellt, weswegen die Serie letztendlich auf insgesamt 22 Episoden kommt. Am 14. Dezember 2012 verlängerte TV Land die Serien um eine zehnteilige dritte Staffel, die am 19. Juli 2013 um weitere zehn Folgen verlängert wurde.
Am 3. Februar 2014 wurde The Exes um eine vierte Staffel verlängert. Diese soll 12 Episoden umfassen und voraussichtlich ab dem 5. November 2014 ausgestrahlt werden. Am 6. September 2014 wurde bekannt, dass die vierte Staffel um weitere 12 Folgen auf nunmehr 24 Folgen aufgestockt wurde.
Am 11. August 2015 gab TV Land bekannt, dass The Exes nach der vierten Staffel eingestellt wird.

### Deutschland
Die deutsche Erstausstrahlung der ersten Staffel fand vom 16. September 2012 bis zum 18. November 2012 auf Comedy Central statt.
Die zweite Staffel wurde direkt im Anschluss an die erste Staffel vom 25. November 2012 bis zum 3. April 2013 ausgestrahlt. Die Ausstrahlung der dritten Staffel erfolgte ab dem 27. April 2014 ebenfalls wieder auf Comedy Central. Die Erstausstrahlung der vierten Staffel soll ab dem 13. April 2015 erfolgen.

## Wissenswertes
Nikki Gardner (Leah Remini) hat in der Folge 3*19 von The Exes den gleichen Dialog darüber, wie man „Talk“ ausspricht, wie Carrie Heffernan aus King of Queens.